# Communauté de communes Est-Épinal Développement
La communauté de communes Est-Épinal Développement est une ancienne communauté de communes française, qui était située dans le département des Vosges et la région Lorraine.

## Histoire
La communauté de communes est créée par arrêté préfectoral du 18 juillet 2005.
Conformément aux prescriptions de la loi de réforme des collectivités territoriales du 16 décembre 2010, qui a prévu le renforcement et la simplification des intercommunalités et la constitution de structures intercommunales de grande taille, cette petite intercommunalité fusionne le 1er janvier 2013 avec 3 autres structures intercommunales ainsi que onze communes pour former la communauté d'agglomération d'Épinal,,.

## Territoire communautaire

### Composition
En 2012, l'intercommunalité était composée des 7 communes suivantes :
1. Deyvillers (siège)
2. Dogneville
3. Aydoilles
4. Jeuxey
5. Longchamp
6. Dignonville
7. Vaudéville

## Organisation

### Siège
La communauté de communes avait son siège à Deyvillers, 2 rue des Acacias.

### Élus
L'intercommunalité était administrée par son conseil communautaire, constitué de représentants élus par chacun des conseils municipaux des sept communes membres.

### Liste des présidents
| Période                                  | Période       | Identité     | Étiquette | Qualité                                                                       |
| ---------------------------------------- | ------------- | ------------ | --------- | ----------------------------------------------------------------------------- |
| Les données manquantes sont à compléter. |               |              |           |                                                                               |
|                                          | décembre 2012 | Henri Vouaux |           | Maire de Jeuxey (2001 → 2020) Vice-président de la CA d’Épinal (2013 → 2020 ) |

### Compétences
L'intercommunalité exerçait les compétences que lui avaient transférées les mommunes membres, dans les conditions déterminées par le code général des collectivités territoriales.

### Régime fiscal et budget
La communauté de communes est un établissement public de coopération intercommunale à fiscalité propre.
Afin de financer l'exercice de ses compétences, la communauté de communes percevait une fiscalité additionnelle aux impôts locaux des communes, sans fiscalité professionnelle de zone (FPZ ) et sans fiscalité professionnelle sur les éoliennes (FPE).

## Projets et réalisations
Conformément aux dispositions légales, une communauté de communes a pour objet d'associer des « communes au sein d'un espace de solidarité, en vue de l'élaboration d'un projet commun de développement et d'aménagement de l'espace ».